# Ersen Martin
Pour les articles homonymes, voir Martin.
Ersen Martin est un footballeur turc né le 23 mai 1979 à Marktredwitz en Allemagne et mort le 19 mars 2024 à Izmir en Turquie.

## Carrière
Formé en Allemagne, au FC Nuremberg, il joue à Kasimpaşa. Il a joué à Denizlispor ensuite il a été transféré au club de Trabzonspor qui est assez réputé en Anatolie. Ce joueur est comparé à Peter Crouch à cause de sa taille. Il a marqué plusieurs buts de la tête en Turkcell Super Lig.
Il a joué 3 fois en équipe de Turquie de football.